# Szent Adalbert-plébániatemplom (Hatvan)
A hatvani Szent Adalbert-plébániatemplomot a város 1596-ban elpusztult, középkori templomának helyén építették fel Grassalkovich I. Antal kegyurasága idején és túlnyomórészt az ő pénzéből. Ma a Kossuth téren, a Grassalkovich-kastéllyal átellenben, a várost átszelő 30-as főközlekedési út mellett áll.

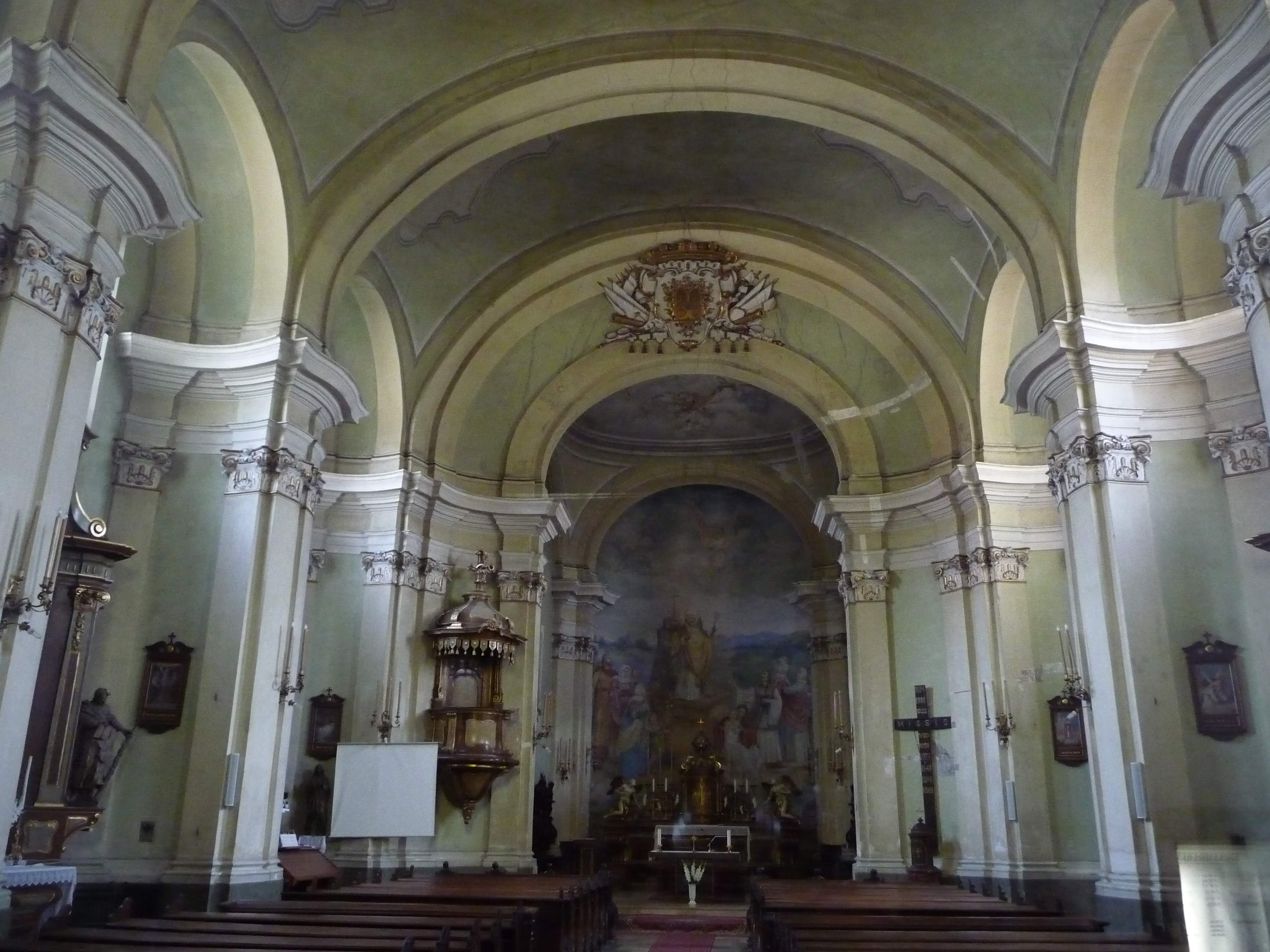
A templom belseje

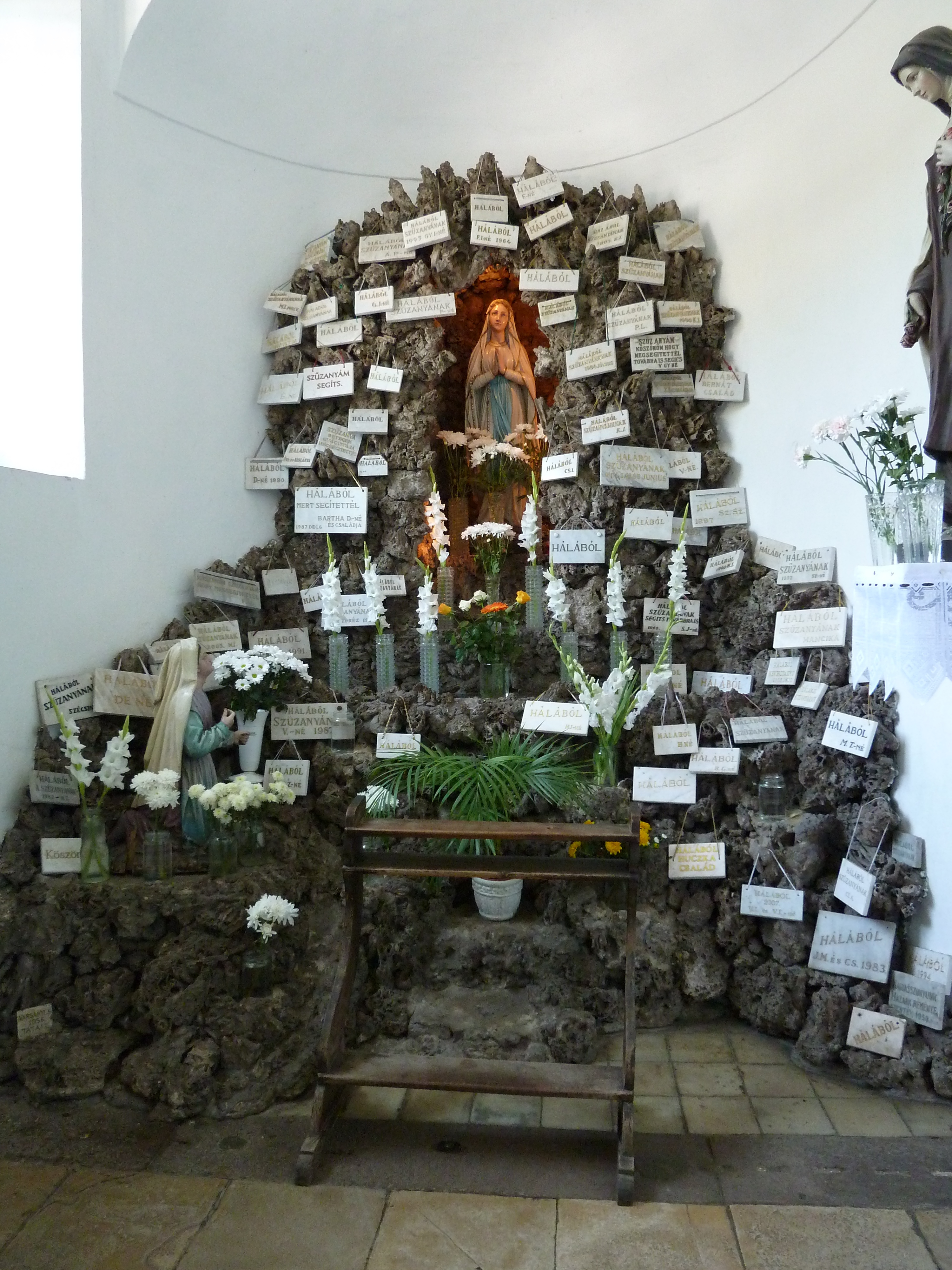
Egy oldalkápolna

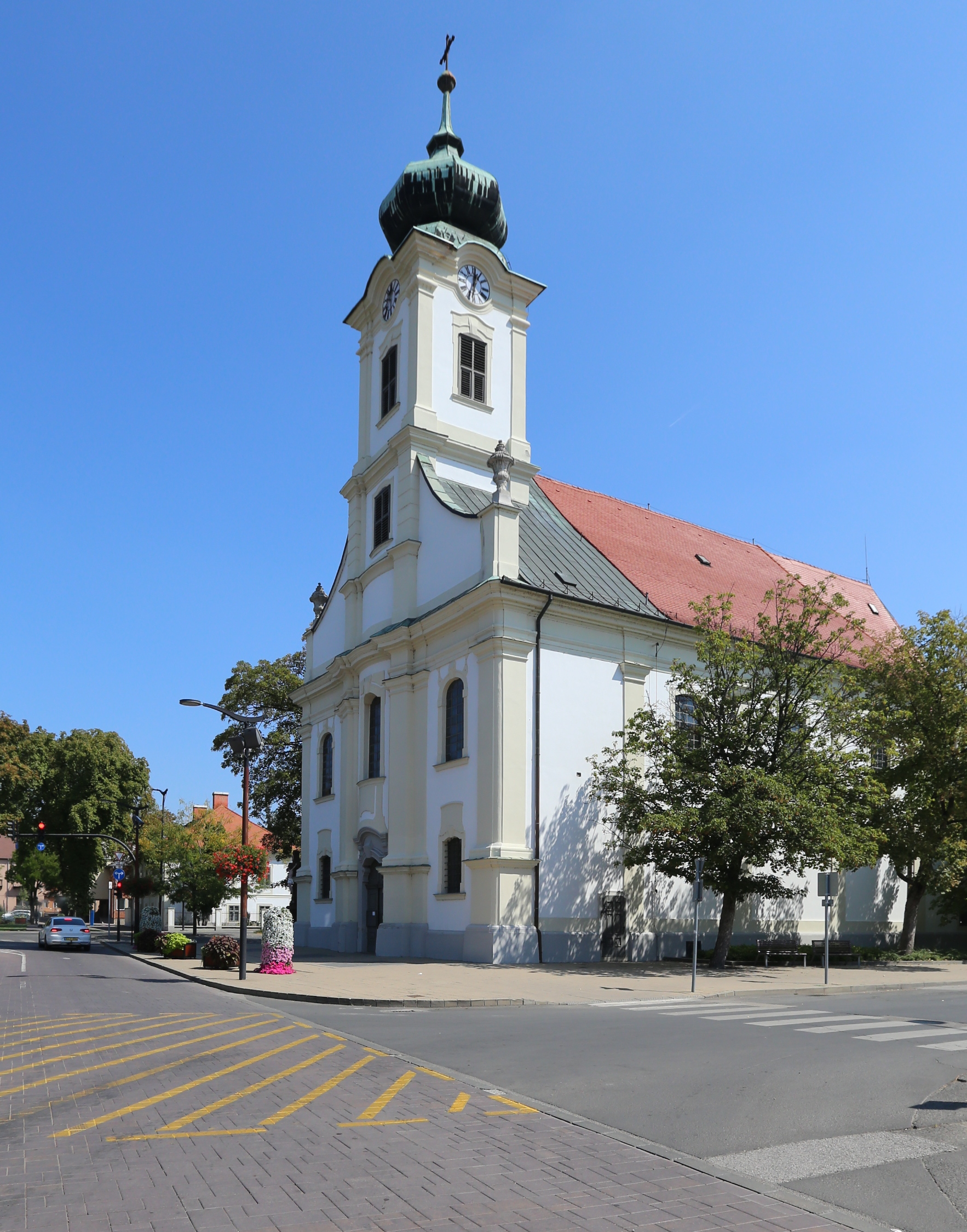
Szent Adalbert-plébániatemplom

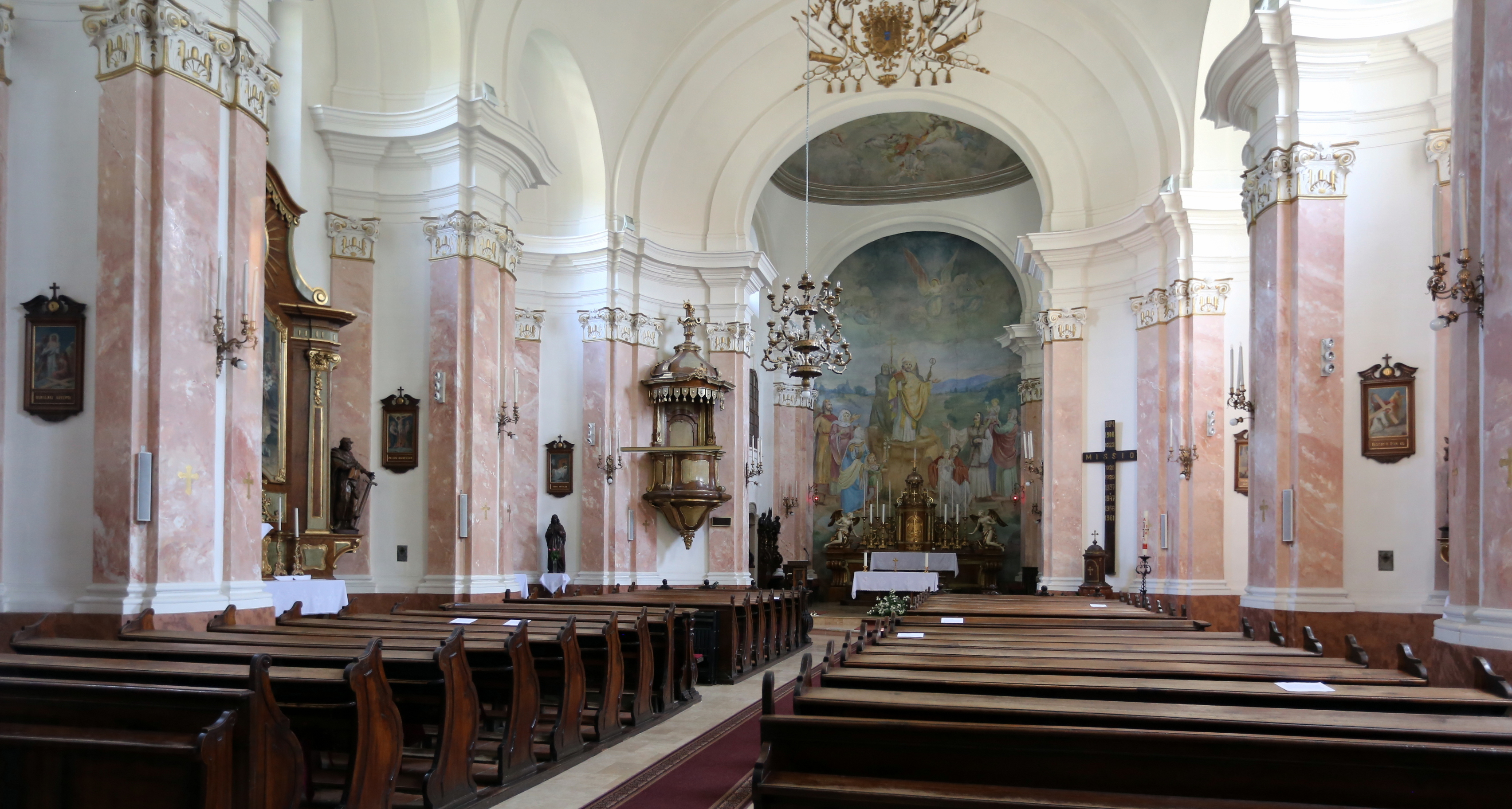
A plébániatemplom

Műemlék: törzsszáma 2122, KÖH azonosító száma 5734, helyrajzi száma 5225.

## Története
Akárcsak a kastélyt, a templomot is Oraschek Ignác tervezte; a kivitelező Jung József volt: 1751–1755 között építették. Felszentelésekor, 1757-ben a hatvani prépostsághoz csatolták.
Az 1777-es megyei összeíráskor a templom jövedelme 48 rénus forint 60 krajcár volt, a következő tételekből:
- a bevetett földekből és cséplési részből 4 pozsonyi mérőnyi gabona, átszámítva 1 rft 60 kr,
- harangozásból, 1 rft 4 és fél kr egységáron, 30 rft,
- erszényből és alamizsnálkodásból 11 rft,
- szőlőskertből 6 rft.[2]

A 20. században háromszor újították fel komolyabban: 1913-ban, 1928-ban és 1956-ban.
Utolsó kisebb felújítása 2006-ban volt; ekkor a tetőszerkezetet hozták rendbe.

## Az épület
A szabadon álló, egyhajós, keletelt, nyeregtetős templom szentélye félkörívben záródik. A szentélyhez körüljárószerűen kapcsolódik a sekrestye, valamint az északi és déli oldalon egy-egy kétszintes melléktér. A szentély diadalívét a Grassalkovich család címere díszíti.
Tornya a nyugati homlokzat középrizalitjában emelkedik. A nagy fesztávolságú hajót és a szentélyt összesen három csehsüvegboltozat fedi. Előteréből két oldalra egy-egy oldalkápolna nyílik. Nagyharangjának tömege 10 080 kg.
A karzat a hajó nyugati oldalán emelkedik. A berendezés zömmel 18. századi. A négy stallum közül hármat, valamint a négy padsor első tagjait 1762-ben készítették — eredetileg a pécsi székesegyház számára; ezeket 1882-ben vásárolta meg Janikovics Antal prépost. Egyes freskóit a 19. században festették, másokat 1956-ban.
Az orgonát 1926-ban adták át, majd többször is felújították, illetve átalakították.

## Hitélet, rendezvények
Egész évben rendeznek esküvőket. Az éves búcsút április 23-án tartják.